# أدب الأخلاق
تأتي كلمة أدب الأخلاق (Civility) أو كياسة في اللغة الانجليزية من كلمة (مدنية - civil) والتي تعني باللغة اللاتينية (المواطن). تتكون الأخلاق بسبب وجود مشاعر لدى الإنسان. إذا تأثر الشخص عاطفيًا بالنقد السلبي الذي يحصل عليه من أشخاص آخرين بطريقة طبيعية نفسية فعندئذ يتم تعريفهم على أنهم أخلاقيون.

## أصل الكلمة في اللغة الإنجليزية
أصلها من اللغة الانجليزية المحكية في أواخر فترة ما بين الاحتلال النورماندي عام 1066 ومنتصف القرن الخامس عشر، والاصل من اللغة الفرنسية القديمة.
أشار المصطلح في البداية إلى حالة المواطنة، وبالتالي المواطنة الصالحة أو السلوك المنظم. ونشأ مصطلح (الأدب) في منتصف القرن السادس عشر.

## نموذج التطور
طور أدولف جوندرسن (Adolf Gundersen) وسوزان جودني ليا (Suzanne Goodney Lea) نموذجًا يستند إلى بيانات تجريبية يؤكد فكرة أن الأخلاق والمعاملة الحسنة هي أمر متسلسل وليست شيئًا واحدًا أو مجموعة من الأشياء. ووفقًا للمؤلفين فإن هذا النموذج التطوري له العديد من المزايا الهامة أقلّها أنّه ينظر إلى الأخلاق كشيء يمكن للجميع الحصول عليه.

## أدب الأخلاق حول العالم

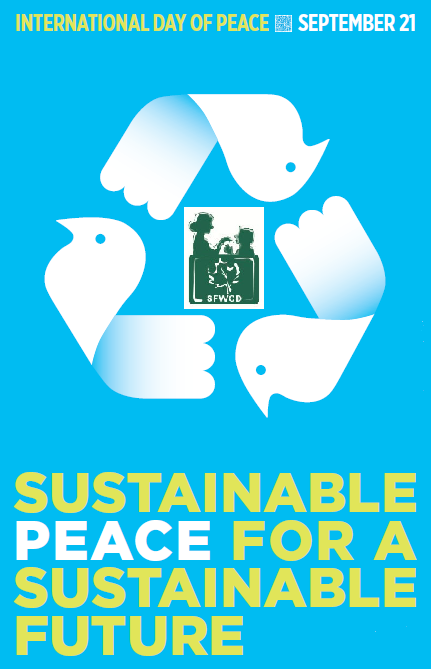
يحل اليوم العالمي للسلام في جميع أنحاء العالم في 21 سبتمبر من كل عام.

### حركة تعزيز أدب الأخلاق في جميع أنحاء العالم
تحتفل العديد من الدول باليوم العالمي للسلام في 21 أيلول. وقد بدأت ذكرى يوم السلام لأول مرة في عام 1981 بإعلان من قبل الجمعية العامة للأمم المتحدة. كان التصويت بغالبية لصالح وضع يوم للسلام، وهكذا نشأت هذه الذكرة. إن الهدف من يوم السلام هو المساعدة في تقريب العالم، والمشاركة في مناسبة جماعية للسلام والمحبة. تحتفل العديد من الدول في جميع أنحاء العالم بيوم 21 أيلول كيومٍ خالٍ من العنف وإطلاق النار لمحاكاة مفهوم السلام العالمي. تنتشر هذه المناسبة منذ اطلاقها بشكل متزايد في جميع أنحاء العالم، حيث أصبحت العديد من البلدان تشارك سنويًا في هذا الاحتفال.
إنّ المشاركة بهذا الاحتفال متاحة لجميع شعوب العالم. قد يختارُ الناسُ الاحتفال بيوم السلام بطرق مختلفة، لكن الهدف هو تحقيق السلام في القلوب والنوايا والافعال. كما تتم دعوة الأفراد والشركات والمؤسسات وتشجيعهم على الاحتفال بيوم السلام. إن نشر السلام والنوايا الحسنة تجاه البشرية جمعاء هو الهدف الكبير الذي يكمن وراء زيادة انتشار يوم السلام.
تم إطلاق مؤشر السلام العالمي (GPI) في شهر أيار من عام 2007 في محاولة لقياس الترتيب النسبي للهدوء والامان في مختلف البلدان حول العالم. وتتم اليوم رعاية مؤشر السلام العالمي عن طريق معهد الاقتصاد والسلام، ويتم قياسه سنويًا.
يقيس المؤشر في المقام الأول ثلاثة مجالات مختلفة لتحديد مستوى السلام في العالم. تدل هذه المستويات على الأمن العام ومستويات الجريمة وتكوين القوات العسكرية. ومن خلال قياس مستويات السلام العالمي يوجد الأمل في زيادة الوعي العام والاهتمام بجعل العالم مكانًا أكثر سلامًا.

## الأخلاق في أمريكا

### استطلاعات الرأي
وجدَ استطلاع رأي أجرته كلية أليغيني (Allegheny) في عام 2010 أن 95% من الأمريكيين يعتقدون أن الاخلاق أمر مهم في السياسة.
وأظهر استطلاع رأي أجراه فيبر شاندويك (Weber Shandwick) عام 2012 أن 65٪ من الأمريكيين لاحظوا زيادة في الممارسات غير الأخلاقية بسبب ضعف الاقتصاد الأمريكي خلال فترة الركود الكبيرة. ونحو 50٪ من هؤلاء الأمريكيين الذين شملهم الاستطلاع أشاروا إلى أنهم قد أبعدوا أنفسهم عن المشاركة في أي عمل سياسي بسبب الخوف من الممارسات غير الأخلاقية أو التسلط. كشفت دراسة متابعة أن من كل 1000 شخص شملهم الاستطلاع أفاد 86٪ منهم أنهم تعرضوا لأفعال غير أخلاقية.
ظهرَ في هذا التقرير (وهو جزء من تقرير متابعة سنوي أُجري في كانون الثاني عام 2016 ونشر نتائج استطلاعات الرأي حول مواقف وآراء الناس من الاخلاق) أن 95٪ من الأمريكيين يعتقدون أن اللا أخلاقية هي قضية واضحة للغاية، بينما 74٪ أقروا بأن الأخلاق انخفضت بشكل عام خلال السنوات القليلة الماضية. وقد زعم أكثر من 90٪ من الناخبين أن مواقف المرشحين الرئاسيين وسلوكهم الأخلاقي سيلعب دورًا هامًا في قرارهم الانتخابي في انتخابات عام 2016.

### حركة تعزيز الأخلاق في الولايات المتحدة الأمريكية

#### ضمن الحكومة
تقود محاكم الدولة العليا العديد من المشاريع لتعزيز الاخلاق. يقود الفرع القضائي في ولاية كاليفورنيا أحد هذه المبادرات لبرنامج التوعية في التربية الاخلاقية. الهدف الرئيسي من هذا البرنامج هو تعليم الشباب والطلاب كيف يُفترَض أن يعمل النشاط الديمقراطي في الولايات المتحدة وتفاصيل أخرى حول كيفية عمل الإجراءات القانونية. تهدف المهمة إلى جعل الطلاب أكثر اهتمامًا وفهمًا للمحاكم الأمريكية والعمليات القانونية والديمقراطية عندما ينتهي البرنامج.

#### في مهنة المحاماة
أجرَت جامعة ولاية بنسلفانيا دراسة حول قدرة الفهم والإدراك لدى المهنيين القانونيين وعلاقتها بالأخلاق. وجدوا أن الرأي العام يشير إلى انخفاض في الاخلاق بما يتعلق بالمهن القانونية. ولمواجهة السلوك السيء وغير الأخلاقي كان هناك العديد من المبادرات التي أُنشأت من قبل نقابة المحامين في الولاية. ورغم ذلك فإن مهنة المحاماة ليست المهنة الوحيدة التي اعتمدت معايير الأخلاق. حيث اعتمدت العديد من الشركات والمؤسسات الأخرى في العديد من الصناعات معايير الأخلاق التي تساعد أيضًا في زيادة أخلاقية أداء العمل.

#### في المدارس
انشأت العديد من الجامعات في الولايات المتحدة (مثل جامعة كولورادو وجامعة ميسوري وجامعة كاليفورنيا وجامعة جونز هوبكنز وجامعة ويسكنسن وجامعة روتجرز والجامعة الأمريكية وجامعة سان ماركوس في ولاية كاليفورنيا) برامج مصممة لتشجيع وتعريف معنى الأخلاق في الحرم الجامعي. تقدم بعض الكليات في جامعة ولاية أريزونا مثلًا شهادة البكالوريوس في مجال التواصل الاخلاقي. ووضعت جامعات أخرى مثل جامعة ولاية كانزاس برامج تعليمية للحوار والتعامل تشمل تعليم قواعد السلوك التي تعزز الحوار البنّاء والاخلاقي. وعلى الرغم من أن العديد من الكليات انشأَت برامج لتعزيز الممارسات الأخلاقية لا يزال هناك العديد من الكليات والجامعات بما في ذلك العديد من جامعات رابطة اللبلاب (Ivy League) التي لا تملك ولم تضع في أي مكان عبر الإنترنت مبادرات أو مدونات أو معايير للأخلاق.

#### في المجتمع
تشكلت العديد من المجموعات في جميع أنحاء الولايات المتحدة هدفها إعادة نشر الاخلاق البناءة في المجتمع بشكل العام. العديد من هذه المجموعات هم أعضاء في الائتلاف الوطني للحوار. تقوم برامج أخرى مثل (iCivics) والذي أطلقته القاضية والسياسية ساندرا داي أوكونر بتقديم أدوات تعليمية للطلاب تشير لأهمية المشاركة الفعّالة في الديمقراطية. وعلى الرغم من أن بعض المدارس الخاصة تقدم دورات موجهة لتدريس النظام القانوني ومعلومات حول الحكومة الأمريكية إلا أن معظم المدارس العامّة لا تقوم بتدريس تلك المفاهيم حتى السنة الأولى أو الثانية في المدرسة الثانوية. ويوفر برنامج أوكونر الأدوات التعليمية للمدرسين (مثل لوحات الأهداف المطبوعة والألعاب والرسومات التدريسية المختلفة) من أجل المساعدة في وضع هذه الدروس ضمن الفصل الدراسي.
يُعرٍّف آرنيت وآرنسون الاخلاق بأنها مصطلح يشير إلى أهمية الاحترام العام في التعامل بين الأشخاص. والفرق بين تحمّل شخص ما واحترامه يتعلق بحقيقة أن التحمّل أو التسامح لا يعني الاحترام، حيث الاحترام يتطلب فهم وتلقي وجهة نظر الشخص الآخر. إن امتلاك الذكاء الاجتماعي (Social IQ) يؤثر على قدرتنا على تفهم الناس والتعاطف معهم، وإدراك أنَّ كل شخص هو إنسان وبالتالي إذا كان لا يمكن تطبيق الاحترام المتبادل يجب على الأقل أن نسعى جاهدين من أجل التحمل والتسامح لنكون أخلاقيين.
```
يصف برايس ميتشل الأخلاق اليوم في علم النفس بأنها موقف شخصي يقرُّ بحقوق البشر في العيش والتعايش المشترك بطريقة لا تضر بالآخرين. يشير علم نفس الأخلاق إلى الوعي والقدرة على التحكم في العواطف الشخصية بالإضافة إلى فهم أعمق للآخرين كجزء من الالتزام الاخلاقي والذي يجب على الجميع السعي للمشاركة فيه. قد يشير ذلك إلى أن الأخلاق لا تتعدى مجرد التحمّل والتسامح، ولكنها تتضمن في جوهرها وجود التعايش المتبادل واحترام البشرية. قد يربط البعض ذلك بالأفكار التي عبر عنها المغني جون لينون (John Lennon) في أغنية (تخيل - Imagine) بعبارة (تخيل أنَّ جميع الناس يتشاركون كل العالم). على الرغم من أن مستوى السلام يمكن أن يكون رأيًا شخصيًا إلا أن الكثير من الناس تتفق على أن تطبيق السلام يتطلب درجة معينة من المشاعر الجيدة ومعارضة العنف.
[
19
]
```

وصف كالهون (Calhoun) الأخلاق في المجلة الأكاديمية (الفلسفة والشؤون العامة) كعنصر للحوار يلقي الضوء على المواقف الأخلاقية الأساسية من الاحترام والتسامح والمراعاة.
الأخلاق هي جزء من الفضائل التي يمكن أن تختلف عمّا هو مقبول اجتماعيًا لأن الأمور المقبولة اجتماعيًا ليست دائمًا صحيحة من الناحية الأخلاقية.

#### في مكان العمل
تشير الدراسات والاستطلاعات الحديثة التي أجريت في عام 2014 إلى أن الأميركيين يرون قلّة الأخلاق في مكان العمل مشكلة متنامية كان لها تأثير سلبي عليهم وعلى واجباتهم في العمل. وتشير إحدى الدراسات إلى أن 60٪ من الموظفين يعتقدون أن عاداتهم المزعجة في العمل قد أثرت عليهم سلبًا في عملهم. وفي نفس الدراسة أفاد 40٪ منهم أنهم يبحثون عن فرصة عمل أخرى بسبب زميل آخر سيء. تشير هذه الدراسات إلى أن قلّة الاخلاق في مكان العمل تخفف الإنتاجية وتأثر سلبًا على اجمالي العمل النهائي للمؤسسة. هذه البيانات تبحث فقط عن كيفية انتشار قلّة الاخلاق في العمل ولا تأخذ في الحسبان عدد الأشخاص الذين تعرضوا لقلّة الاخلاق في العمل وهم لا يعلمون ما يمكنهم فعله حيال ذلك. وأيضًا هذه البيانات لا تأخذ في الاعتبار عدد أماكن العمل التي لديها أدوات أو مبادرات أخلاقية في الشركات التي تمت فيها الاستطلاعات.
وقد حاولت العديد من المنظمات بما في ذلك حكومة الولايات المتحدة بجهد لوضع تدابير منع الممارسات غير الأخلاقية ضمن القوى العاملة لديها. كان أحد الإجراءات التي تم اتخاذها للحد من ذلك هو معالجة حالات التحرش الجنسي بوصفها ممارسات غير قانونية، وتم تصنيف ممارسات التحرش الجنسي أثناء التوظيف أو توظيف شخص حسب جنسه بأنها ممارسات غير قانونية في جميع الولايات من قبل لجنة تكافؤ فرص العمل الأمريكية (EEOC). تشمل المضايقات التحرش الجنسي بالإضافة إلى التنمر في مكان العمل أو عبر الإنترنت والتهديدات البدنية واللفظية.
على الرغم من أن الجميع يوافق على أنَّ التحرش الجنسي هو أمر غير قانوني إلا أنه كان محط اهتمام كبير في الولايات المتحدة منذ عام 1964. وبسبب التبعات القانونية لقلّة تصنيف حالات التحرش الجنسي في الماضي فقد تم تفسيرها بشكل أكثر تفصيلًا. منذ إعادة تعريف هذا المصطلح يتمتع الناس بحماية أكبر من المنظور القانوني في مكان عملهم، ولكن يجب عليهم المشاركة بنشاط في منع هذه المشاكل من خلال التحدث أو الإبلاغ عنها. ولا يزال تعريف هذه القوانين يُكتب حتى اليوم، حيث يتحدث عدد أكبر من الناس بشكل علني ضد الإساءة.

#### قلة الأخلاق
التهجم اللفظي أو الجسدي على الآخرين والتهديد عبر الإنترنت والوقاحة والتعصب الديني، والتمييز وتخريب الممتلكات ليست سوى بعض من الأعمال التي تعبر عمومًا عن قلّة الاخلاق.
```
قلة الاخلاق هي جزء سلبي من المجتمع أثّرَ على كثير من الناس في الولايات المتحدة، ولكن مع تزايد شفافية العالم في التعاملات الاجتماعية أصبح من الواضح بشكل كبير أن قلّة الأخلاق أصبحت قضية مطروحة أمام المسرح العالمي. أعطّت وسائل التواصل الاجتماعي وشبكة الإنترنت الناس القدرةَ على تبادل الأفكار بحرية حول العالم، لكنها لم تأتِ دون عواقب سيئة.
[
24
]
```

```
كثيرًا ما أشارَ السياسيون في الولايات المتحدة إلى أنهم يواجهون ممارسات غير أخلاقية ضمن أماكن عملهم، وقد تجاهلوا ذلك واعتبروه جانب سيء من السياسة، لكن استطلاعات الرأي تشير إلى أن (قلّة الاخلاق) يمكن أن تساعد المرشحين على الفوز في الانتخابات. حيث وصفَ المرشح دونالد ترامب منافسيه خلال حملته الانتخابية الرئاسية لعام 2016 بالأغبياء وغير الكفؤين والخاسرين.
[
25
]
```

## الأخلاق في كندا

### حركة تعزيز الأخلاق في كندا
طرحَ رئيس اتحاد الجمعيات القانونية في كندا في تموز عام 2012 موضوعًا هامًا عن الأخلاق في مؤتمر أخلاقيات المهنة القانونية الدولي الخامس. غالبًا ما يكون تشريع القوانين موضوعًا قابلًا للتأويل ما لم يتم سنُّ القانون بشكل صارم وواضح، ولكن في معظم الحالات التي لم يتم فيها تفصيل القانون بعد يمكن لعدد كبير من المحامين أن يستغلوا ذلك كفرصة للتصرف بطريقة غير أخلاقية للفوز بقضاياهم. إن عقلية (أي شيء مباح لإنجاز المهمة) لا يمكن أن يكون لها عواقب سلبية في النظام القانوني فقط بل يمكن أن تزيد من إمكانية استغلال القوانين واللوائح الدستورية بطريق غير أخلاقية.
بالإضافة إلى ذلك، قررت جمعية القانون في كندا العليا خلال عام 2012 أن جو جرويا (Joe Groia) كان مذنبًا بسبب عدم اخلاقيته في التعامل مع المحامي الخصم خلال دفاعه الناجح عن جون فيلدرهوف (John Felderhof) المتهم بقضية تتعلق برسوم التداول والتأمين والضرائب. وفي نفس القضية وافقَت المحكمة العليا لكندا على قرار الجمعية القانونية (بار كويبك) بأن جيلز دور كان مذنبًا بسبب سوء سلوكه المهني جراء خطاب غير لائق أخلاقيًا كتبه إلى القاضي. أعطَت هذه القضية رفيعة المستوى الكثير من الاهتمام للتعريف القانوني لكلمة (الأخلاق)، وماذا يعني أن تكون أخلاقيًا في مهنة القانون. وقد تم منذ ذلك الحين تحديد مجموعة من القواعد لما يعتبر اخلاقيًا بالمعنى القانوني في المحاكم الدستورية في كندا.
أطلقت جمعية القانون في كندا العليا منذ قضية جو جرويا عدّة مبادرات لمحاربة التصرفات غير الأخلاقية في مهنة القانون في كندا. ومن أجل فرض موقف جمعية القانون على ما يتعلق بموضوع الأخلاق في النظام القانوني الكندي فقد تم إصدار تحذيرات شفهية للمحامين ذوي التصرفات غير الأخلاقية مع القضاة والمحامين الآخرين. كانت الحجّة المعارضة لإجراءات فرض المبادئ الأخلاقية هي أن المبادئ التوجيهية الجديدة تقلّص قدرة المحامين بالدفاع عن عملائهم. وبما أن القواعد والقوانين غالبًا ما تكون عُرضةً للتأويل يقول بعض المحامين أن تضارب المصالح مع خصومهم هو أمر أخلاقي لأنهم لا يعتقدون أن هناك أي طريقة لتحقيق أهدافهم مع بقاءهم اخلاقيين.

## الأخلاق في نيوزيلندا

### حركة تشجيع الاخلاق في نيوزيلندا
ذكرت مستشارة الحكومة الأسترالية لارا ماير (Lara Meyer) في خطابها الأخير أمام سيدات الأعمال البارزين في مدينة جيسبورن (Gisborne) في أوائل عام 2016 أن التصرفات غير الاخلاقية ضمن مجمل مجالات العمل كلّفت نيوزيلندا نحو 15 مليون دولار أمريكي. وذكرت أن أستراليا تخسر أيضًا حوالي 26 مليون دولار سنويًا بسبب قلّة اخلاقيات العمل. قد تكون هناك خسائر محتملة بشكل أكبر في الأعمال التجارية النيوزيلندية، حيث أن عدم الالتزام بأخلاقيات العمل يمكن أن تعيق عملهم المشترك بشكل كبير.

## الأخلاق في المجر
تم تأسيس (منتدى التعاون المدني) في 5 نيسان عام 2009، وهو منظمة تشرف على العديد من المجموعات الجماهيرية في جميع أنحاء دولة المجر.